# Colton Iverson
Pour les articles homonymes, voir Iverson.
Colton Iverson, né le 29 juin 1989 à Aberdeen dans le Dakota du Sud, est un joueur américain de basket-ball. Il évolue au poste de pivot.

## Carrière universitaire
Lors de la saison 2012-2013, il est meilleur joueur de la Mountain West Conference au nombre de match joués (35), au total de rebonds (342) et de rebonds par match (9,8), au pourcentage de tirs réussis (59,6 %) et au nombre de lancers francs tentés (222). Iverson est nommé dans la meilleure équipe de la conférence Mountain West (First-Team All-Mountain West),,.

## Carrière professionnelle
Il est choisi au 53e rang de la draft 2013 par les Pacers de l'Indiana. Mais le jour même de la draft il est envoyé, moyennant une compensation financière chez les Celtics de Boston. Le 26 juillet 2013, il signe un contrat avec le Beşiktaş JK, club de première division turque.
En août 2014, Iverson signe un contrat d'un an avec le Saski Baskonia « Laboral Kutxa », club de première division espagnole. Iverson est nommé meilleur joueur de la Liga lors de la 17e journée.
Le 8 juillet 2015, il signe en Turquie, au Pınar Karşıyaka.
Le 8 septembre 2016, il signe au Maccabi Tel-Aviv, l'un des plus grands clubs d'Europe.
En juillet 2018, il signe aux Iberostar Canarias de Tenerife.
En juillet 2019, Iverson rejoint le Zénith Saint-Pétersbourg avec lequel il signe un contrat d'un an.

## Récompenses et honneurs
- AP Honorable mention All-American (2013)
- First-Team All-Mountain West (2013)
- MWC Newcomer of the Year (2013)